# Ratonero jefe de la Oficina del Gabinete
El  ratonero jefe de la Oficina del Gabinete  (en inglés, Chief Mouser to the Cabinet Office) es el título del gato oficial residente en el número 10 de Downing Street, la residencia y oficina del primer ministro del Reino Unido en Londres. Ha habido un gato residente en el gobierno británico empleado como cazador de ratones y mascota desde el siglo XVI, aunque los registros modernos solo se remontan a la década de 1920. A pesar de que otros gatos han servido en Downing Street, el primero en recibir el título oficial de «ratonero jefe» por parte del gobierno británico fue Larry en 2011. Otros gatos han recibido este título de manera cariñosa, generalmente por parte de la prensa británica. En 2004, un estudio reveló que la percepción de los votantes sobre el ratonero no estaba completamente libre de parcialidad política.

## Historia
Existe evidencia de la presencia de un gato en el gobierno inglés que se remonta al reinado de Enrique VIII, cuando el cardenal Thomas Wolsey colocaba a su gato a su lado mientras ejercía su función judicial como Lord Canciller. Sin embargo, los registros oficiales, publicados en el dominio público el 4 de enero de 2005 como parte de la Ley de Libertad de Información de 2000, solo datan del 3 de junio de 1929, cuando A.E. Banham, del Tesoro, autorizó al Encargado de la Oficina «a gastar 1 penique al día de la caja chica para el mantenimiento de un gato eficiente». En abril de 1932, la asignación aumentó a 1 chelín y 6 peniques (18 peniques) por semana (un poco más de 2.57 peniques al día). Para el siglo XXI, el costo anual del ratonero ascendía a £100. Los gatos no necesariamente pertenecen al primer ministro en funciones, y es raro que el mandato del ratonero coincida con el de un primer ministro. El gato con el período más largo conocido en Downing Street fue Peter III, quien sirvió durante más de 16 años bajo cinco primeros ministros diferentes: Clement Attlee, Winston Churchill, Anthony Eden, Harold Macmillan y Alec Douglas-Home.
El puesto ha sido ocupado por Larry desde 2011, siendo el primero en recibir el título de manera oficial. La salida de la anterior titular, Sybil, ocurrió en enero de 2009. Sybil, quien comenzó su mandato el 11 de septiembre de 2007, fue la primera ratonera en diez años, tras la jubilación de su predecesor Humphrey en 1997. Sybil pertenecía al entonces canciller del Exchequer, Alistair Darling, quien vivía en el número 10 de Downing Street, mientras que el primer ministro de ese momento, Gordon Brown, residía en el más amplio número 11 de Downing Street.Se informó que Sybil no permaneció en Londres, sino que fue llevada de regreso a Escocia para vivir con un amigo de los Darling. Sybil falleció el 27 de julio de 2009.
En enero de 2011, se observaron ratas en Downing Street, «correteando por los escalones del número 10 de Downing Street por segunda vez durante un reportaje de noticias de televisión», según ITN. Al no haber un ratonero jefe en funciones en ese momento, el portavoz del primer ministro declaró que no había «planes» de traer un gato para abordar el problema. Sin embargo, al día siguiente, los periódicos informaron que el portavoz había mencionado la existencia de una «facción pro-gato» dentro de Downing Street, lo que generó especulaciones sobre la posibilidad de que se trajera un reemplazo para solucionar el problema. El 14 de febrero de 2011, se informó que un gato llamado «Larry» había sido llevado a Downing Street para abordar la situación.El London Evening Standard reportó que el gato había sido seleccionado por David Cameron y su familia entre los felinos del refugio Battersea Dogs & Cats Home.  
En el pasado, los ratoneros jefes han coincidido en sus mandatos o han sido incorporados de manera gradual, aunque el puesto ha permanecido vacante durante períodos prolongados. Larry es el único ratonero jefe que aparece en el sitio web oficial del número 10 de Downing Street.

## Funciones oficiales
La web oficial del Gobierno indica que las labores del ratonero jefe consisten en «saludar a los invitados a la casa, inspeccionar las defensas de seguridad y probar los muebles antiguos para garantizar calidad cuando sea el momento de la siesta», así como analizar soluciones en caso de presencia de ratones.

## Lista de ratoneros jefes

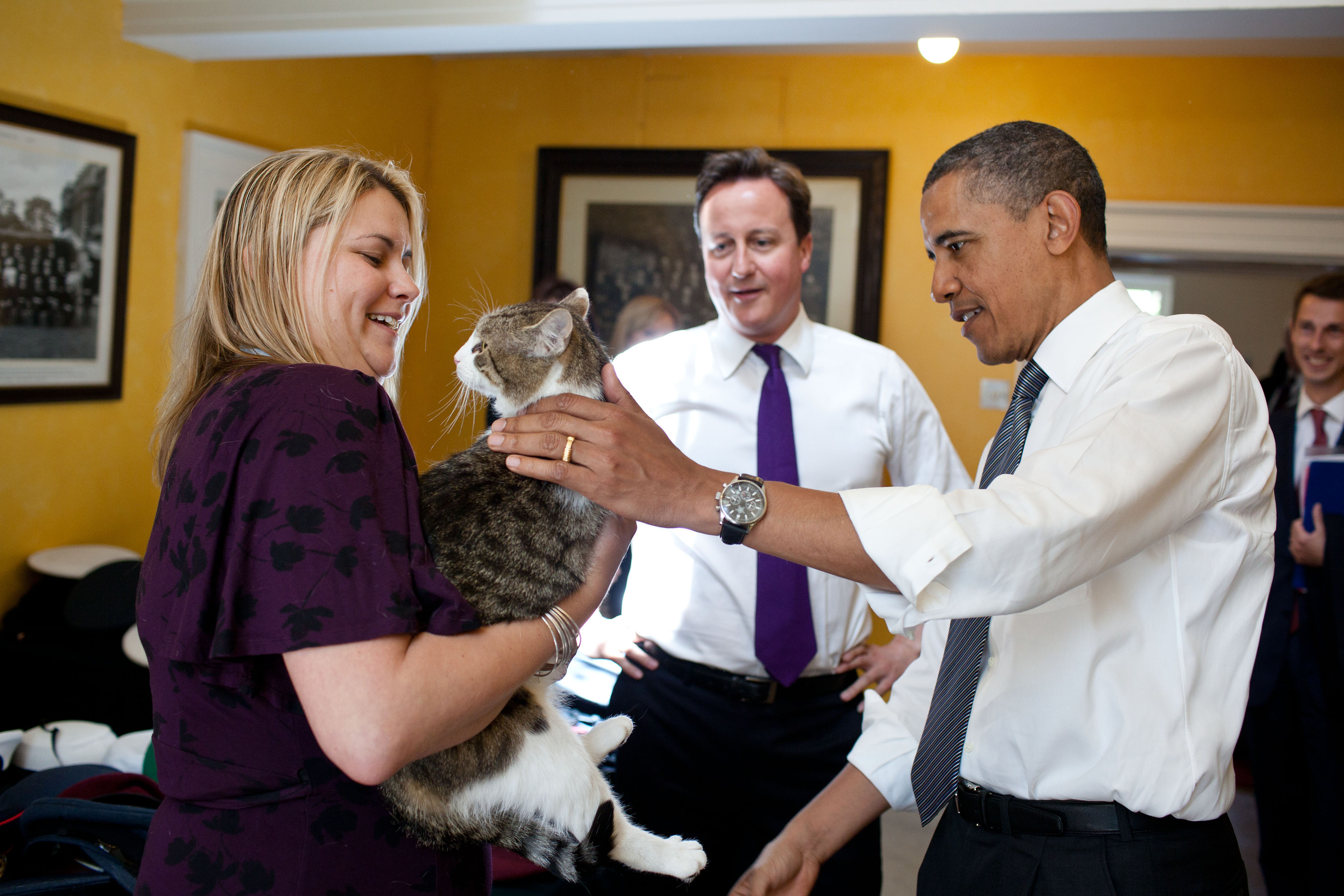
Larry en 2011 con el entonces primer ministro David Cameron y presidente de Estados Unidos Barack Obama

| Nombre                                           | Inicio                | Fin        | Primer ministro/s                                                                         | Monarca                       | Referencia |
| ------------------------------------------------ | --------------------- | ---------- | ----------------------------------------------------------------------------------------- | ----------------------------- | ---------- |
| Rufus de Inglaterra (apodado como Treasury Bill) | 1924                  | c. 1930    | Ramsay MacDonald                                                                          | Jorge V                       | [ 24 ]     |
| Peter                                            | 1929                  | 1946       | Stanley Baldwin, Ramsay MacDonald, Neville Chamberlain, Winston Churchill, Clement Attlee | Jorge V Eduardo VIII Jorge VI |            |
| Munich Mouser                                    | 1937-1940             | 1943       | Neville Chamberlain, Winston Churchill                                                    | Jorge VI                      |            |
| Nelson                                           | Años 1940             | Años 1940  | Winston Churchill                                                                         | Jorge VI                      |            |
| Peter II                                         | 1946                  | 1947       | Clement Attlee                                                                            | Jorge VI                      |            |
| Peter III                                        | 1947                  | 1964       | Clement Attlee, Winston Churchill, Anthony Eden, Harold Macmillan, Alec Douglas-Home      | Jorge VI Isabel II            |            |
| Peta                                             | 1964                  | c. 1976    | Alec Douglas-Home, Harold Wilson, Edward Heath                                            | Isabel II                     |            |
| Wilberforce                                      | 1973                  | 1986       | Edward Heath, Harold Wilson, Jim Callaghan, Margaret Thatcher                             | Isabel II                     |            |
| Humphrey                                         | 1989                  | 1997       | Margaret Thatcher, John Major, Tony Blair                                                 | Isabel II                     | [ 25 ]     |
| Sybil                                            | 2007                  | 2009       | Gordon Brown                                                                              | Isabel II                     | [ 26 ]     |
| Freya                                            | 2012                  | 2014       | David Cameron                                                                             | Isabel II                     |            |
| Larry                                            | 15 de febrero de 2011 | Actualidad | David Cameron, Theresa May, Boris Johnson, Liz Truss, Rishi Sunak, Keir Starmer           | Isabel II Carlos III          | [ 27 ]     |